# نيكولا بيرنير
نيكولا بيرنير (بالفرنسية: Nicolas Bernier)‏ هو منظر موسيقى وملحن فرنسي، ولد في 28 يونيو 1664 في مانت لا جولي في فرنسا، وتوفي في 5 سبتمبر 1734 في باريس في فرنسا.

## وصلات خارجية
- نيكولا بيرنير على موقع ميوزك برينز (الإنجليزية)
- نيكولا بيرنير على موقع ديسكوغز (الإنجليزية)